# Neuville-sur-Escaut
Pour les articles homonymes, voir Neuville.
Neuville-sur-Escaut est une commune française, située dans le département du Nord en région Hauts-de-France.

## Géographie
D'un point de vue culturel et géographique, ce village « sur l'Escaut » est situé dans le Hainaut et dans le Valenciennois.

### Communes limitrophes
Les communes limitrophes sont Lourches, Bouchain, Douchy-les-Mines, Lieu-Saint-Amand et Noyelles-sur-Selle.
|          | Lourches            |                    |
| Bouchain | Neuville-sur-Escaut | Douchy-les-Mines   |
|          | Lieu-Saint-Amand    | Noyelles-sur-Selle |

### Toponymie
Nova villa supra Scaldim, J. de Guyse. Nueville supra Scaldam, Pouillé de Cambrai, XIVe siècle.

### Hydrographie

#### Réseau hydrographique
La commune est située dans le bassin Artois-Picardie. Elle est drainée par l'Escaut canalisée,.
L'Escaut est un fleuve européen de 355 km de long, qui traverse trois pays (France, Belgique et Pays-Bas), avant de se jeter en mer du Nord. La partie canalisée en France relie Cambrai à , après avoir traversé 34 communes. 

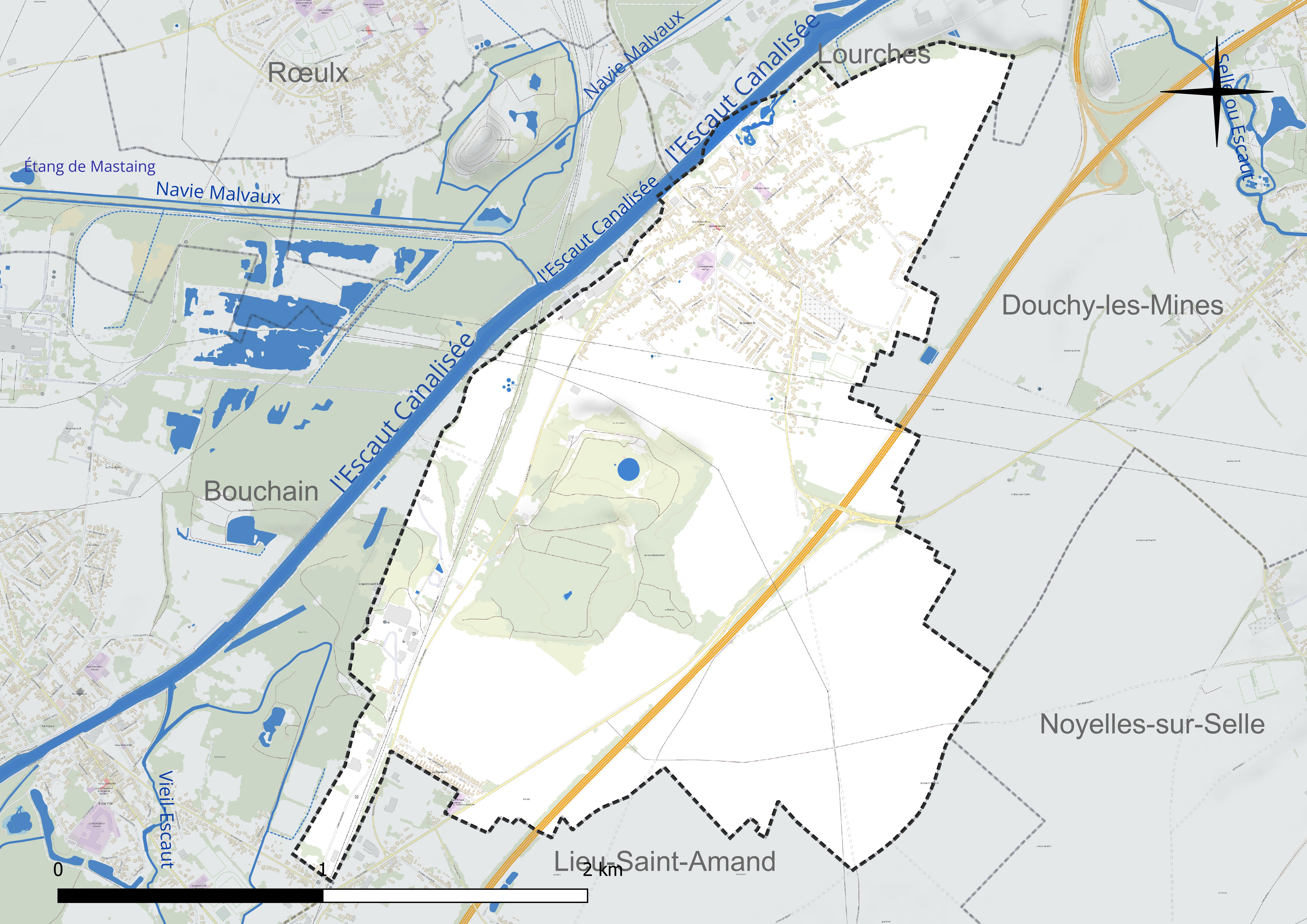
Réseau hydrographique de Neuville-sur-Escaut.

#### Gestion et qualité des eaux
Le territoire communal est couvert par le schéma d'aménagement et de gestion des eaux (SAGE) « Escaut ». Ce document de planification concerne un territoire de 2 005 km2 de superficie, délimité par le bassin versant de l'Escaut. Le périmètre a été arrêté le 9 juin 2006 et le SAGE proprement dit a été approuvé le 13 juillet 2021. La structure porteuse de l'élaboration et de la mise en œuvre est le syndicat mixte Escaut et Affluents (SyMEA). 
La qualité des cours d'eau peut être consultée sur un site dédié géré par les agences de l'eau et l'Agence française pour la biodiversité. 

### Climat
Pour des articles plus généraux, voir Climat des Hauts-de-France et Climat du Nord.
En 2010, le climat de la commune est de type climat océanique dégradé des plaines du Centre et du Nord, selon une étude du CNRS s'appuyant sur une série de données couvrant la période 1971-2000. En 2020, Météo-France publie une typologie des climats de la France métropolitaine dans laquelle la commune est dans une zone de transition entre le climat océanique altéré et le climat océanique altéré et est dans la région climatique  Nord-est du bassin Parisien, caractérisée par un ensoleillement médiocre, une pluviométrie moyenne régulièrement répartie au cours de l'année et un hiver froid (3 °C). 
Pour la période 1971-2000, la température annuelle moyenne est de 10,5 °C, avec une amplitude thermique annuelle de 14,7 °C. Le cumul annuel moyen de précipitations est de 703 mm, avec 12,2 jours de précipitations en janvier et 9,1 jours en juillet. Pour la période 1991-2020, la température moyenne annuelle observée sur la station météorologique la plus proche, située sur la commune de Valenciennes à 14 km à vol d'oiseau, est de 11,0 °C et le cumul annuel moyen de précipitations est de 694,1 mm,. Pour l'avenir, les paramètres climatiques de la commune estimés pour 2050 selon différents scénarios d'émission de gaz à effet de serre sont consultables sur un site dédié publié par Météo-France en novembre 2022.

## Urbanisme

### Typologie
Au 1er janvier 2024, Neuville-sur-Escaut est catégorisée ceinture urbaine, selon la nouvelle grille communale de densité à sept niveaux définie par l'Insee en 2022.
Elle appartient à l'unité urbaine de Valenciennes (partie française), une agglomération internationale regroupant 56  communes, dont elle est une commune de la banlieue,,. Par ailleurs la commune fait partie de l'aire d'attraction de Valenciennes (partie française), dont elle est une commune de la couronne,. Cette aire, qui regroupe 102 communes, est catégorisée dans les aires de 200 000 à moins de 700 000 habitants,.

### Occupation des sols
L'occupation des sols de la commune, telle qu'elle ressort de la base de données européenne d'occupation biophysique des sols Corine Land Cover (CLC), est marquée par l'importance des territoires agricoles (59 % en 2018), une proportion sensiblement équivalente à celle de 1990 (59,1 %). La répartition détaillée en 2018 est la suivante : 
terres arables (59 %), zones urbanisées (18 %), mines, décharges et chantiers (7,9 %), forêts (7,8 %), zones industrielles ou commerciales et réseaux de communication (7,3 %). L'évolution de l'occupation des sols de la commune et de ses infrastructures peut être observée sur les différentes représentations cartographiques du territoire : la carte de Cassini (XVIIIe siècle), la carte d'état-major (1820-1866) et les cartes ou photos aériennes de l'IGN pour la période actuelle (1950 à aujourd'hui).

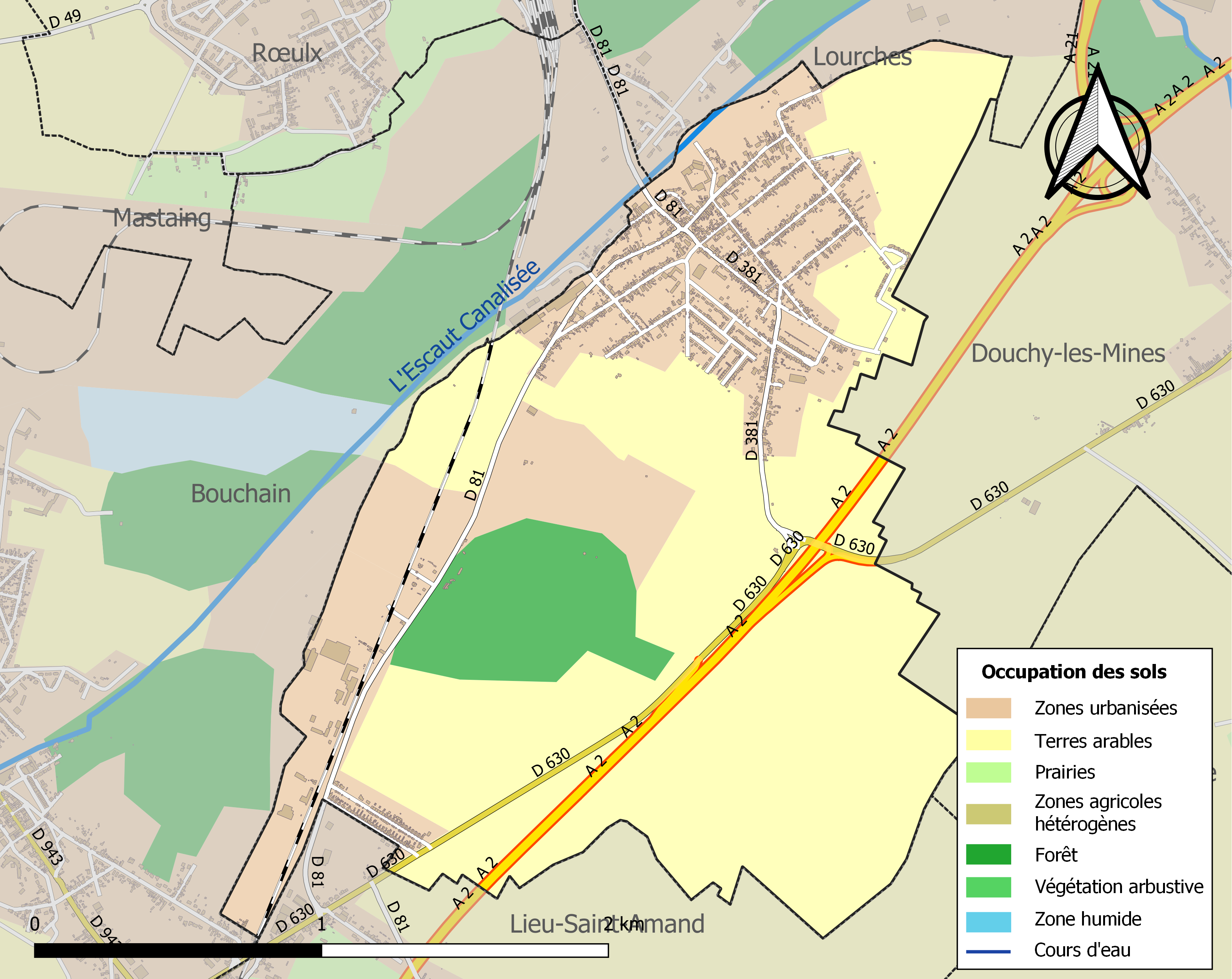
Carte des infrastructures et de l'occupation des sols de la commune en 2018 (CLC).

### Voies de communications et transports
La commune est desservie par les lignes 105 et 112 du réseau urbain Transvilles.

## Histoire
En 863 un diplôme de Charles le Chauve donne Neuville à l'abbaye de Saint-Amand.
En octobre 1973, un cimetière mérovingien a été découvert dans la carrière de la cimenterie, à Neuville-sur-Escaut, par un professeur du collège Voltaire de Lourches
L'Abbaye des Dames de Beaumont a déclaré posséder des biens dans le village en 1602.
En 1712 Maréchal de Villars passe l'Escaut sur quatre ponts pour attaquer lors de la bataille de Denain.
Dans les années 1890, Jules Margerin transforme le moulin sur l'Escaut en centrale électrique. Neuville-sur-Escaut sera ainsi probablement l'une des premières communes de France électrifiée.
Occupation très dure sous la Première Guerre mondiale.
En 1964, l'Escaut est élargie pour laisser passer les péniches empruntant le canal à grand gabarit entre Valenciennes et l'usine Usinor de Dunkerque.

## Héraldique
| Armes de Neuville-sur-Escaut | Les armes de la commune de Neuville-sur-Escaut se blasonnent ainsi : D'azur semé de fleurs de lys d'or. |

## Politique et administration

### Liste des maires

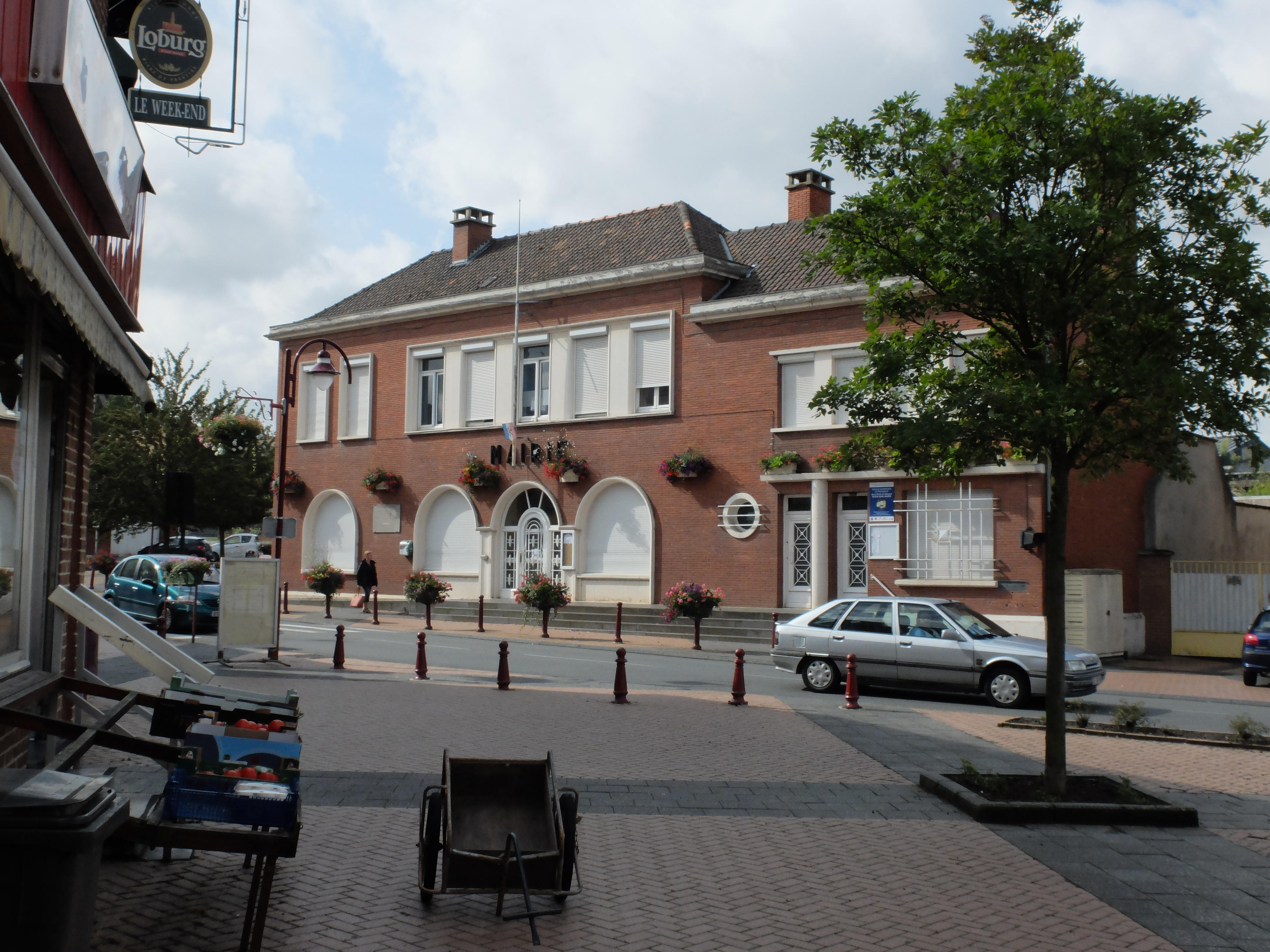
La mairie.

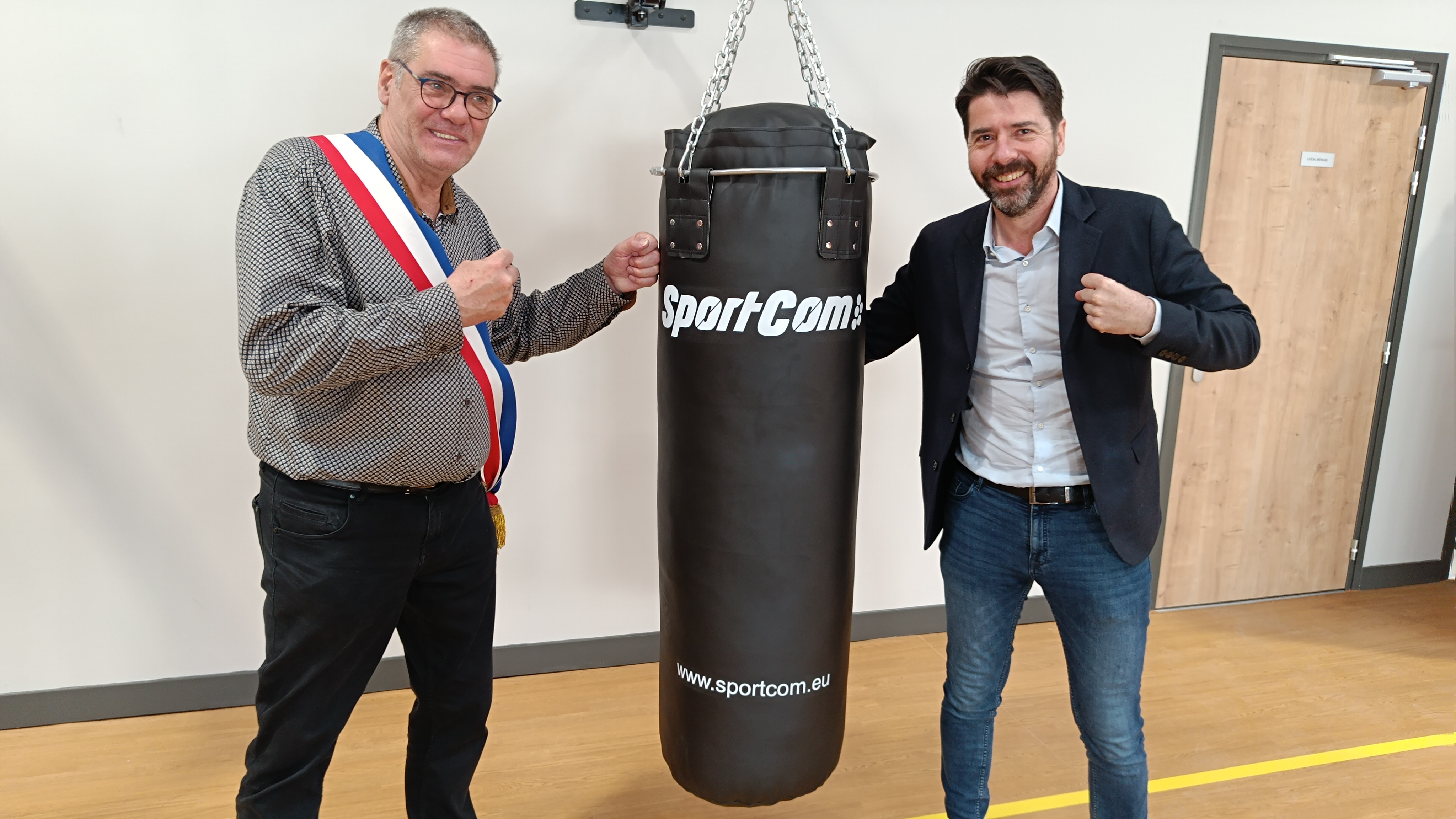
Pascal Jean, maire de Neuville-sur-Ecaut et François-Xavier Cadart, maire de Seclin lors de l'inauguration de la salle Léo Lagrange de Neuville le 26-02-2025

| Période                                  | Période      | Identité                | Étiquette | Qualité                                                                          |
| ---------------------------------------- | ------------ | ----------------------- | --------- | -------------------------------------------------------------------------------- |
| Les données manquantes sont à compléter. |              |                         |           |                                                                                  |
| 1802-1803                                |              | J. P. Dufour            |           |                                                                                  |
| Les données manquantes sont à compléter. |              |                         |           |                                                                                  |
| 3 mai 1807                               | 1817         | Alexandre Dufour        |           |                                                                                  |
| 1817                                     | 1848         | François Joseph Flament |           |                                                                                  |
| août 1848                                | 1861         | Philippe Leriche        |           |                                                                                  |
| 30 décembre 1861                         | 1874         | Emile Joseph Carlier    |           |                                                                                  |
| 3 mars 1874                              | 1891         | Célestin Fauville       |           |                                                                                  |
| 14 juin 1891                             | 1896         | Victor Fauville         |           |                                                                                  |
| 13 mai 1896                              | 1912         | Célestin Fauville       |           |                                                                                  |
| 13 mai 1912                              | 1919         | Fernand de Heinzelin    |           |                                                                                  |
| 10 décembre 1919                         | 1921         | Henri Cophignon         |           |                                                                                  |
| 31 juillet 1921                          | 1925         | Ange Dubois             |           |                                                                                  |
| 17 mai 1925                              | 1928         | Honoré Foveau           |           |                                                                                  |
| 22 juillet 1928                          | 1929         | Emile Pierronne         |           |                                                                                  |
| 4 août 1929                              | 1944         | Arsène Hernequet        |           |                                                                                  |
| 6 avril 1944                             | 22 mars 1959 | Léon Simon              |           |                                                                                  |
| 22 mars 1959                             | 1970         | Auguste Richez          |           |                                                                                  |
| avril 1970                               | 18 juin 1995 | Lucien Vennin           | PS        | Maire honoraire                                                                  |
| 18 juin 1995                             | 16 mars 2008 | Francis Campedelli      | PS        | Vice-président de la CA La Porte du Hainaut                                      |
| 16 mars 2008                             | En cours     | Pascal Jean             | PCF       | 5e vice-président de la CA de la Porte du Hainaut Réélu pour le mandat 2020-2026 |

### Instances judiciaires et administratives
La commune relève du tribunal d'instance de Valenciennes, du tribunal de grande instance de Valenciennes, de la cour d'appel de Douai, du tribunal pour enfants de Valenciennes, du conseil de prud'hommes de Valenciennes, du tribunal de commerce de Valenciennes, du tribunal administratif de Lille et de la cour administrative d'appel de Douai.

## Population et société

### Démographie

#### Évolution démographique
L'évolution du nombre d'habitants est connue à travers les recensements de la population effectués dans la commune depuis 1800. Pour les communes de moins de 10 000 habitants, une enquête de recensement portant sur toute la population est réalisée tous les cinq ans, les populations de référence des années intermédiaires étant quant à elles estimées par interpolation ou extrapolation. Pour la commune, le premier recensement exhaustif entrant dans le cadre du nouveau dispositif a été réalisé en 2004.

En 2022, la commune comptait 2 759 habitants, en évolution de +2,15 % par rapport à 2016 (Nord : +0,51 %, France hors Mayotte : +2,11 %).
| 1800 | 1806 | 1821 | 1831 | 1836 | 1841 | 1846 | 1851 | 1856 |
| ---- | ---- | ---- | ---- | ---- | ---- | ---- | ---- | ---- |
| 434  | 471  | 531  | 558  | 627  | 666  | 780  | 806  | 894  |

| 1861 | 1866 | 1872  | 1876  | 1881  | 1886  | 1891  | 1896  | 1901  |
| ---- | ---- | ----- | ----- | ----- | ----- | ----- | ----- | ----- |
| 940  | 994  | 1 148 | 1 271 | 1 419 | 1 343 | 1 476 | 1 448 | 1 577 |

| 1906  | 1911  | 1921  | 1926  | 1931  | 1936  | 1946  | 1954  | 1962  |
| ----- | ----- | ----- | ----- | ----- | ----- | ----- | ----- | ----- |
| 1 595 | 1 698 | 1 785 | 1 920 | 2 331 | 2 183 | 2 228 | 2 671 | 2 975 |

| 1968  | 1975  | 1982  | 1990  | 1999  | 2004  | 2006  | 2009  | 2014  |
| ----- | ----- | ----- | ----- | ----- | ----- | ----- | ----- | ----- |
| 3 096 | 3 287 | 3 042 | 2 995 | 2 799 | 2 740 | 2 709 | 2 577 | 2 681 |

| 2019  | 2022  | - | - | - | - | - | - | - |
| ----- | ----- | - | - | - | - | - | - | - |
| 2 688 | 2 759 | - | - | - | - | - | - | - |

#### Pyramide des âges
La population de la commune est relativement jeune.
En 2018, le taux de personnes d'un âge inférieur à 30 ans s'élève à 36,4 %, soit en dessous de la moyenne départementale (39,5 %). À l'inverse, le taux de personnes d'âge supérieur à 60 ans est de 24,7 % la même année, alors qu'il est de 22,5 % au niveau départemental.
En 2018, la commune comptait 1 302 hommes pour 1 393 femmes, soit un taux de 51,69 % de femmes, légèrement inférieur au taux départemental (51,77 %).
Les pyramides des âges de la commune et du département s'établissent comme suit.
| Hommes | Classe d’âge | Femmes |
| ------ | ------------ | ------ |
| 0,2    | 90 ou +      | 0,9    |
| 3,5    | 75-89 ans    | 8,8    |
| 16,9   | 60-74 ans    | 18,8   |
| 21,4   | 45-59 ans    | 18,8   |
| 19,6   | 30-44 ans    | 18,3   |
| 17,4   | 15-29 ans    | 14,8   |
| 21,0   | 0-14 ans     | 19,7   |

| Hommes | Classe d’âge | Femmes |
| ------ | ------------ | ------ |
| 0,5    | 90 ou +      | 1,4    |
| 5,3    | 75-89 ans    | 8,1    |
| 14,8   | 60-74 ans    | 16,2   |
| 19,1   | 45-59 ans    | 18,4   |
| 19,5   | 30-44 ans    | 18,7   |
| 20,7   | 15-29 ans    | 19,1   |
| 20,2   | 0-14 ans     | 18     |

## Lieux et monuments
- Brasserie Lemaire Fontville, puis Gourion Nicq, puis Lemaire Nicq, située au 2 rue Jules Guesde. Construite vers la deuxième moitié du XIXe siècle, elle arrête son activité vers 1946;
- Église Saint-Amand, érigée entre 1869 et 1872. La commune de Neuville-sur-Escaut est intégrée à la paroisse catholique du Bienheureux Marcel Callo en Denaisis[28] dont font également partie Abscon, Escaudain (lieu du presbytère), Lourches et Rœulx. La paroisse se trouve sur le doyenné du Denaisis, qui fait lui-même partie de l'archidiocèse de Cambrai;
- Ferme Fauville;
- Gare de Bouchain;
- Le monument aux morts;
- Plaque commémorative du passage de l'Escaut par le Maréchal Villars avant la bataille de Denain.
- Verrerie à Bouteilles Léquipart, Gonez & Cie (1856-) à Neuville-sur-Escaut[29]

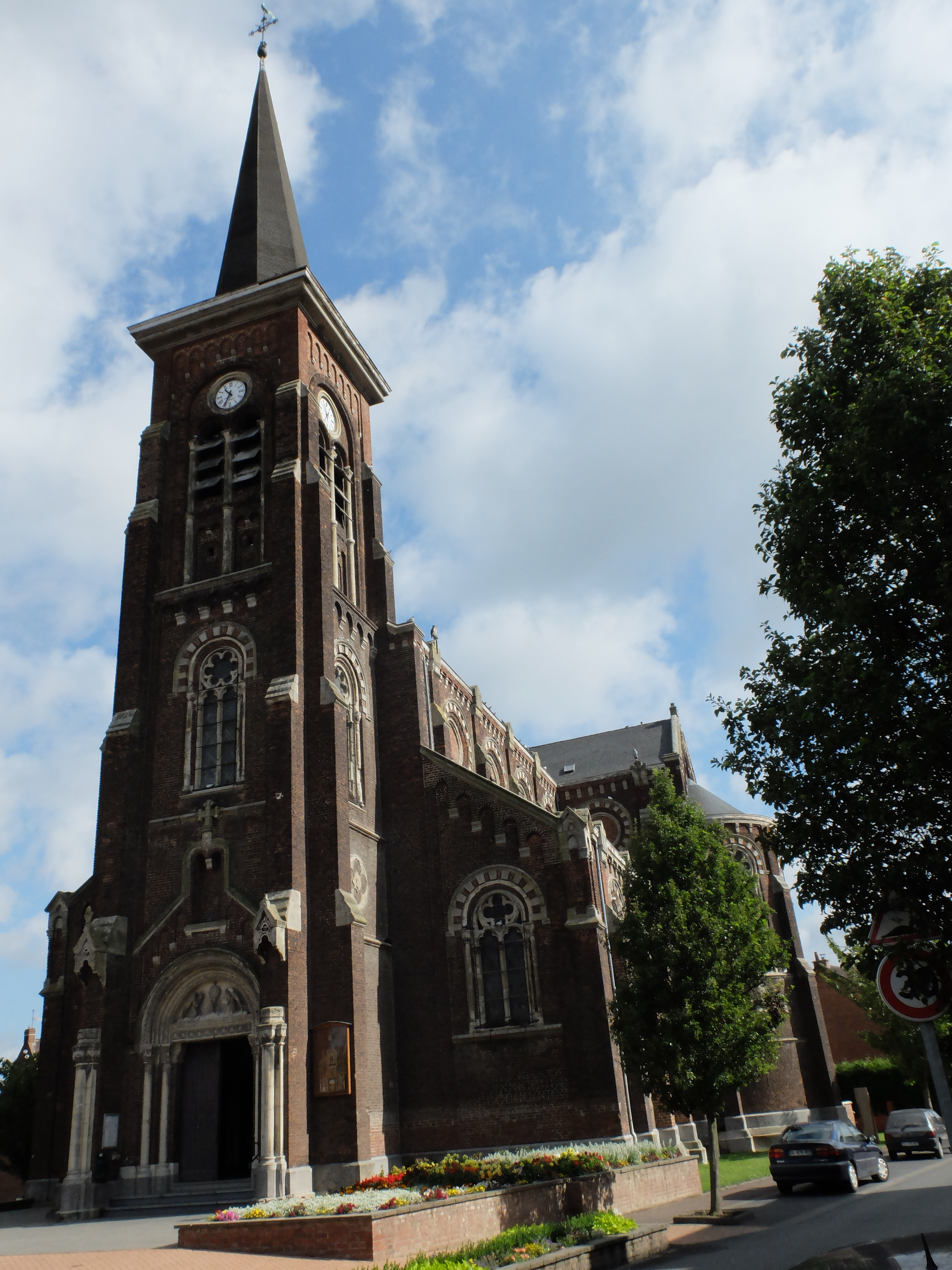
L'église Saint-Amand
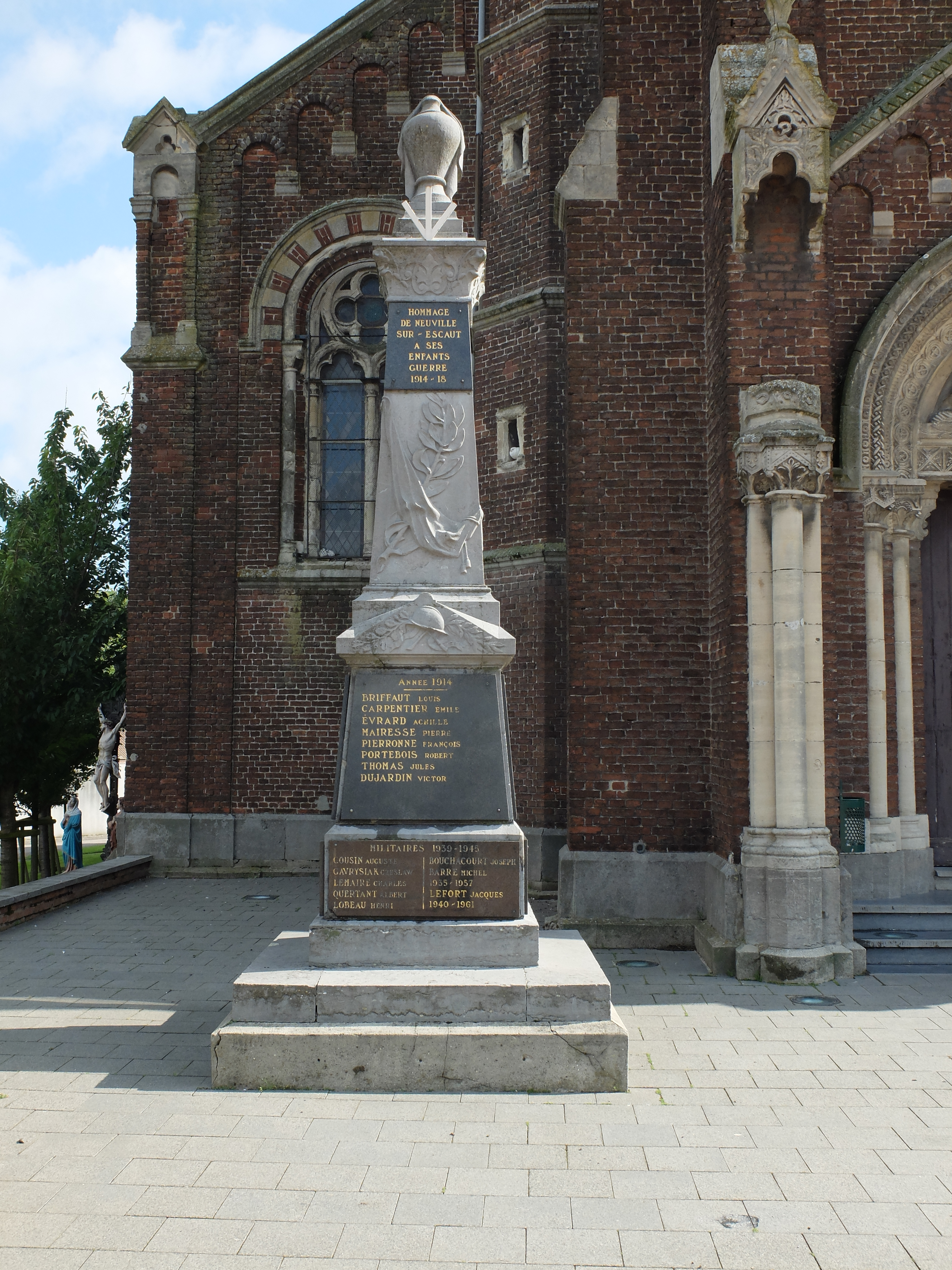
Le monument aux morts

## Personnalités liées à la commune
- Célestin Joseph Félix (1810-1891), jésuite et prédicateur
- Arthur Lamendin (1852-1920) : syndicaliste
- Raphaël Lardeur (1890-1967), peintre verrier qui a notamment réalisé certains vitraux de l'église de la commune, mais il est surtout connu pour la réalisation des vitraux de la basilique de Thonon-les-Bains et de l'église Notre-Dame du Sacré-Cœur de Valenciennes.
- Jules Margerin (1837-1920), médecin et entrepreneur. Il transforme le moulin sur l'Escaut, hérité de sa belle-famille Leriche, en centrale électrique (ceci avant 1895). Neuville-sur-Escaut est donc probablement l'une des premières communes de France à être électrifiée. Le moulin, détruit en 1918, est reconstruit. Il sera définitivement détruit lors de l'élargissement de l'Escaut pour relier l'usine Usinor de Dunkerque (1964).

## Pour approfondir